# Aleksandr Vasin
Aleksandr Aleksandrovitsj Vasin (Russisch: Александр Александрович Васин) (Moskou, 3 april 1963) is een basketbalcoach die uitkwam voor verschillende teams in Rusland. Hij kreeg de onderscheiding Geëerde Coach van Rusland.

## Carrière
Vasin begon zijn trainerscarrière bij CSKA Moskou in 1989. Met CSKA werd hij vier keer landskampioen van Rusland in 1992, 1993, 1994 en 1995. In 1995 vertrok Vasin naar Kapfenberg Bulls in Oostenrijk. Hij werd twee keer kampioen van Oostenrijk met het heren team en één keer met het vrouwen team. In 2002 vertrok Vasin naar Dinamo Moskou als assistent-coach onder Sergej Bazarevitsj. In 2006 werd Vasin hoofdcoach van Dinamo Oblast Moskou Ljoebertsy. In 2008 ging Vasin als assistent-coach werken bij Dinamo Moskou onder David Blatt en later weer Sergej Bazarevitsj. In 2011 ging hij werken als assistent-coach bij Nadezjda Orenburg onder Aleksandr Kovaljov. Aleksander Vasin was assistent-coach van Rusland onder Boris Sokolovski op het EK in 2011 waar ze goud wonnen. In 2013 stapte hij over naar Sparta&K Oblast Moskou Vidnoje en bleef daar tot 2017. In 2015 werd hij hoofdcoach van het vrouwen team van Rusland. Hij was de coach op het Europees kampioenschap basketbal vrouwen 2017. In 2019 werd hij assistentcoach van het vrouwen team van Rusland. In 2021 werd hij gevraagd om het seizoen af te maken bij Nika Syktyvkar als hoofdcoach.

## Hoofdcoach
4 Artesjina ·
5 Beljakova ·
6 Popova ·
7 Koezina ·
8 Danilotsjkina ·
9 Mjasoedova ·
10 Korstin ·
11 Stepanova ·
12 Osipova ·
13 Sapova ·
14 Abrosimova  ·
15 Vidmer ·
Coach: Sokolovski
· Assistent-coach: Vasin
· Assistent-coach: Kovaljov
3 Zjedik ·
4 Moesina ·
5 Beljakova  ·
7 Vadejeva ·
9 Levtsjenko ·
10 Prince ·
13 Kirillova ·
15 Vieru ·
16 Tichonenko ·
17 Beglova ·
25 Tsjerepanova ·
32 Maiga ·
Coach: Vasin
· Assistent-coach: Donskov
· Assistent-coach: Archipova

## Assistent coach
1 Koerilsjoek ·
4 Moesina ·
5 Goldyreva ·
6 Ogun ·
7 Vadejeva ·
8 Fedorenkova ·
10 Sjilova ·
22 Komarova ·
55 Glonti ·
63 Sjtanko ·
97 Sjabanova ·
99 Levtsjenko ·
Coach: Kovaljov
· Assistent-coach: Vasin
· Assistent-coach: Sjoemikjin